# Protosyneora sordida
Protosyneora sordida là một loài bướm đêm trong họ Geometridae.